# Charles Millardet
Pour les articles homonymes, voir Alexis Millardet.
Charles Isidore Eustache Millardet (19 thermidor an VIII, 7 août 1800 à Paris 3e - 15 juillet 1847) est un architecte français. Élève des Beaux-arts de Paris, il œuvra sur Rennes où il fut l'architecte de la ville de 1828 à 1843.

## Œuvres
On lui doit notamment la réalisation de l'opéra de Rennes en 1836, quatre statues de juristes bretons placées à la base de la façade du palais du Parlement de Bretagne, la chapelle funéraire Saint-Michel-de-l'Espérance à l’entrée du cimetière du Nord ainsi que la réalisation des plans de la colonne Vanneau-Papu et de l'escalier-fontaine dans le parc du Thabor.

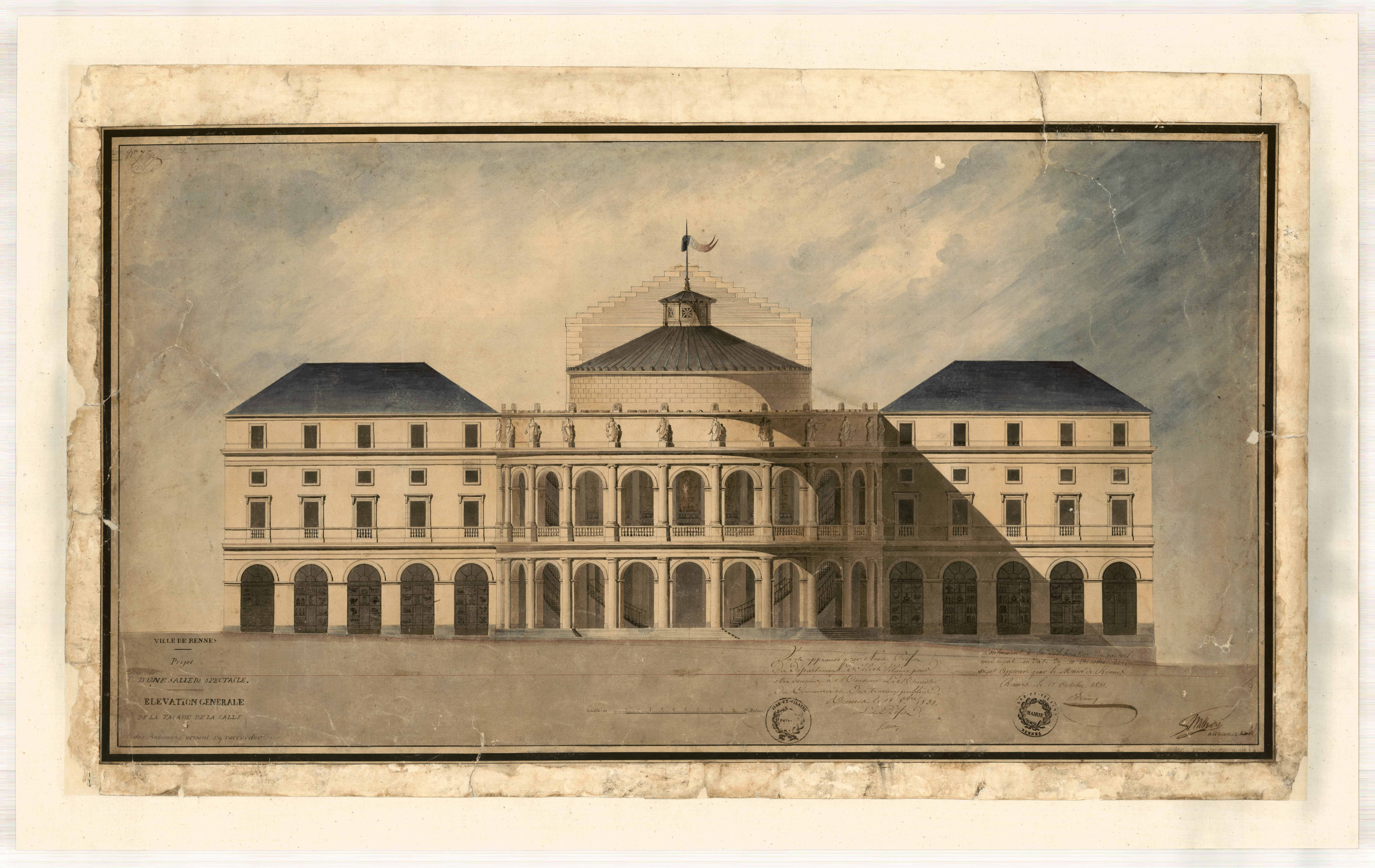
Projet de salle de spectacle (opéra) à Rennes, 1831
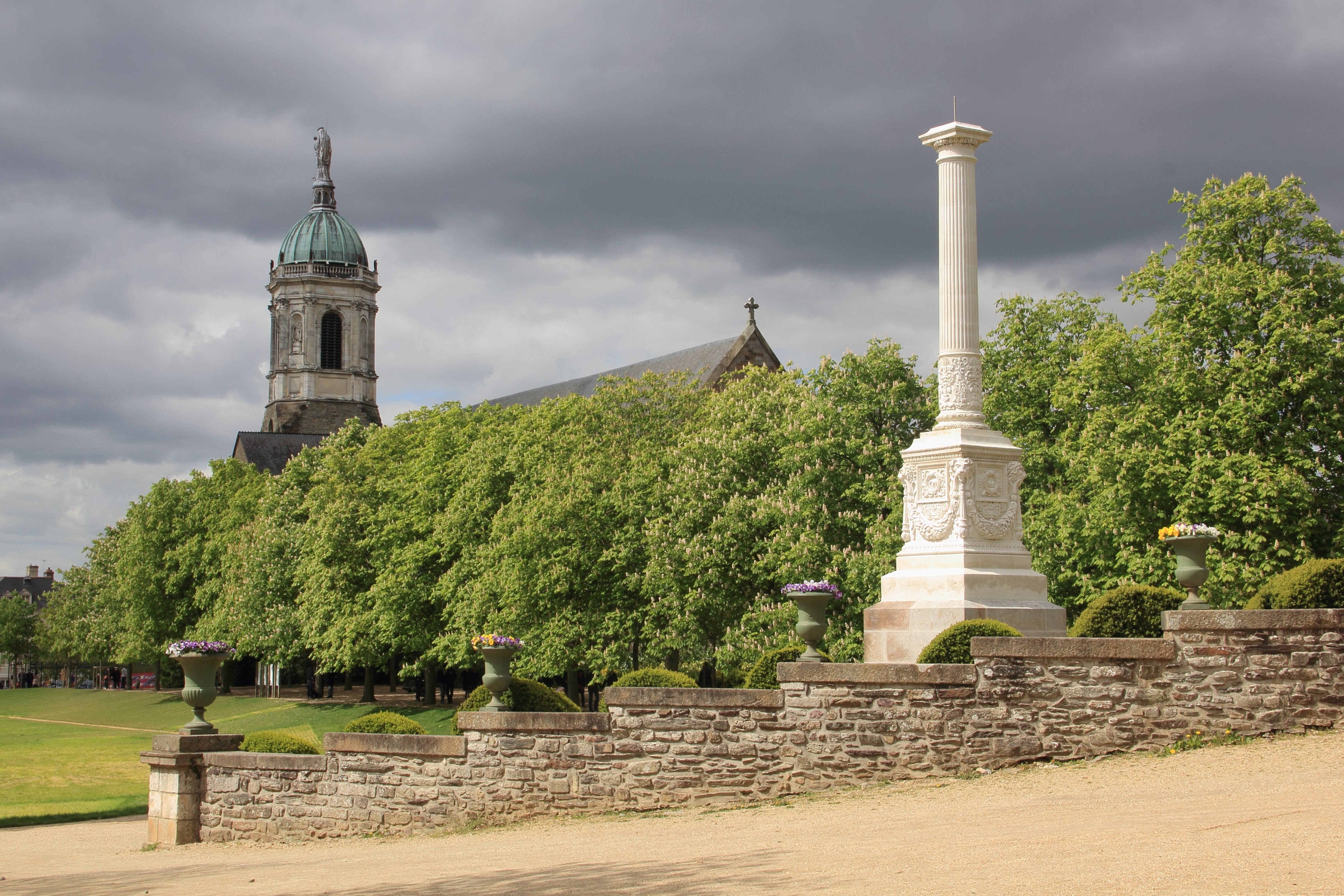
Colonne Vaneau-Papu dans le Parc du Thabor
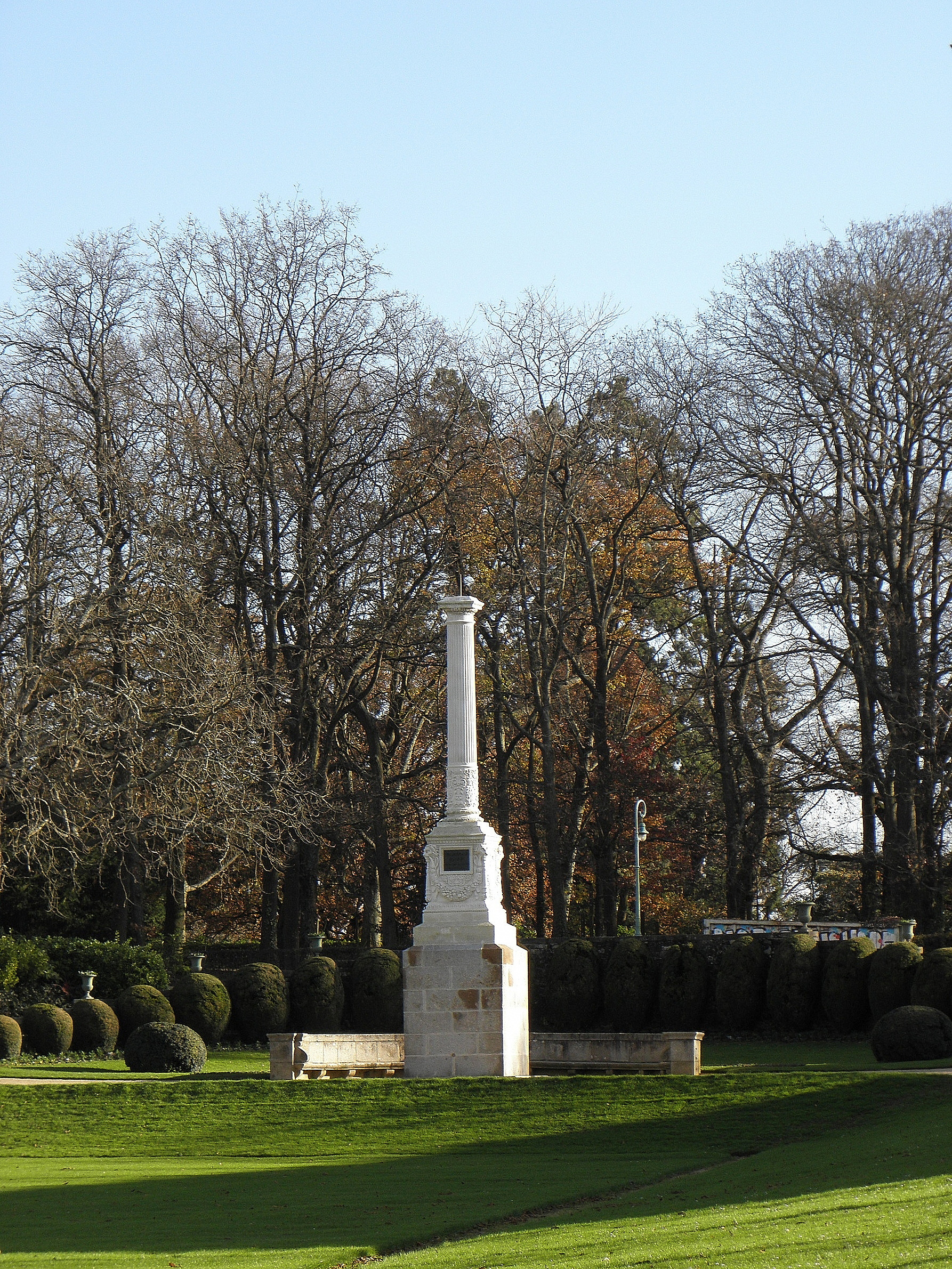
Colonne Vaneau-Papu dans le Parc du Thabor
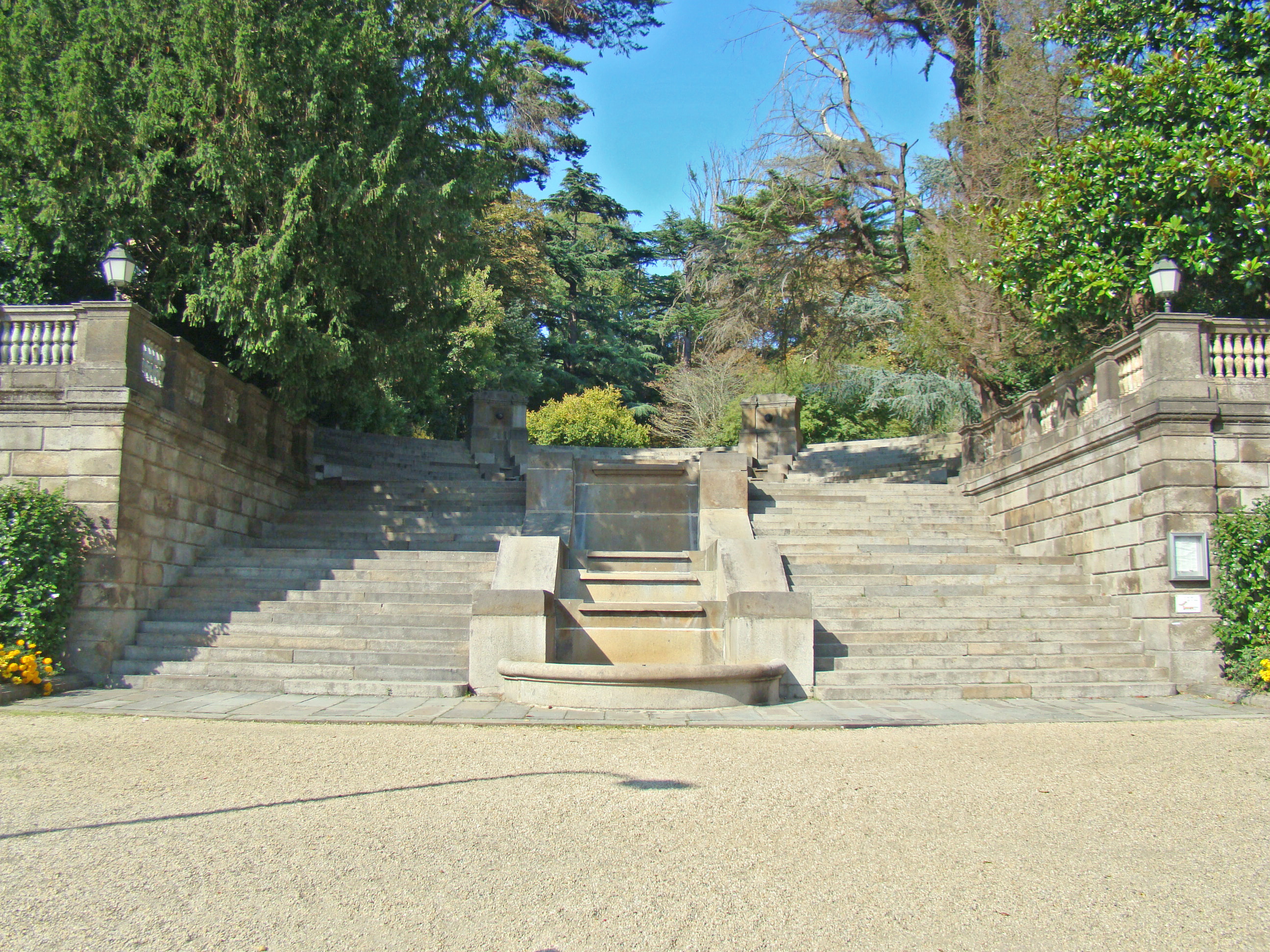
Escalier-fontaine à l'entrée du Parc du Thabor, rue de Paris